# Matteo Matteotti

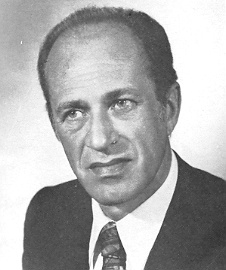
Matteo Matteotti

Gianmatteo „Matteo“ Matteotti (* 17. Februar 1921 in Rom; † 14. Juni 2000) war ein italienischer Politiker der Partito Socialista Italiano (PSI), der Partito Socialista Unitario (PSU) sowie zuletzt der Partito Socialista Democratico Italiano (PSDI), der zwischen 1948 und 1983 Mitglied der Abgeordnetenkammer (Camera dei deputati) war. Er war von 1954 bis 1957 Parteisekretär der PSDI und bekleidete mehrere Ministerämter in verschiedenen Regierungen.

## Leben

### Familiäre Herkunft, Journalist und Mitglied der Abgeordnetenkammer
Matteotti war ein Sohn des am 10. Juni 1924 von Schwarzhemden ermordeten Generalsekretärs der Partito Socialista Unitario (PSU) und Abgeordneten der Partito Socialista Italiano (PSI) Giacomo Matteotti sowie ein jüngerer Bruder des Politikers Giancarlo Matteotti, der zwischen 1946 und 1963 für die PSI ebenfalls Abgeordneter war. Er selbst besuchte das nach Terenzio Mamiani benannte staatliche Gymnasium (Liceo ginnasio statale Terenzio Mamiani) in Rom und absolvierte danach ein Studium der Politikwissenschaften. Nach Abschluss des Studiums war er als Journalist tätig. Am 8. September 1943 schloss er sich einer von Eugenio Colorni angeführten Partisangruppe der Widerstandsbewegung Resistenza an. 1944 wurde er Herausgeber der Zeitung Rivoluzione Socialista. Des Weiteren verfasste er Artikel für Zeitungen und Zeitschriften wie Tempi moderni, Critica sociale, Tempo presente und Ragionamenti.
Nach Ende des Zweiten Weltkrieges war er 1946 kurzzeitig Vorsitzender der Internationalen sozialistischen Jugendvereinigung (International Union of Socialist Youth). Er wurde nach den Wahlen vom 2. Juni 1946 am 25. Juni 1946 Mitglied der Verfassunggebenden Nationalversammlung (Assemblea Costituente) für die Partito Socialista Italiano (PSI). Bei der Spaltung der PSI im Februar 1947 gehörte er zum „rechten“ (antikommunistischen) Flügel um Giuseppe Saragat, der sich zunächst PSLI nannte. Bei den Wahlen vom 18. April 1948 wurde Matteotti für die Unità Socialista (Zusammenschluss der antikommunistischen PSI-Abspaltungen) zum Mitglied der Abgeordnetenkammer (Camera dei deputati) gewählt. Dieser gehörte er acht Legislaturperioden (35 Jahre) bis zu den Wahlen am 27. Juni 1983 an. Zu Beginn seiner Parlamentszugehörigkeit war er in der ersten Legislaturperiode von Juni 1948 bis Juni 1953 Mitglied des Ausschusses für Auswärtiges, Außenwirtschaft und Kolonien. 
Romita gehörte zu den sozialistischen Politikern, die eine vermittelnde Position zwischen der linken, mit den Kommunisten verbündeten PSI und der „rechten“ PSLI einnahm. Ende 1949 gehörte er zu den Gründern der Partito Socialista Unitario (PSU), die sich um eine Wiedervereinigung der beiden sozialistischen Parteien bemühte, und im Januar 1950 eine eigene Fraktion in der Abgeordnetenkammer bildete. Im Mai 1951 schloss sich diese jedoch wieder mit der PSLI zusammen, aus der im Folgejahr die Partito Socialista Democratico Italiano (PSDI) hervorging. In der zweiten Legislaturperiode gehörte Matteotti zwischen Juli 1953 und Juni 1958 dem Ausschuss für Transport, Kommunikation und Handelsmarine sowie erneut von Juli 1955 bis Juni 1958 dem Ausschuss für Auswärtiges, Außenwirtschaft und Kolonien an.

### Parteisekretär der PSDI und Minister
Im Februar 1954 wurde Matteotti als Nachfolger von Giuseppe Saragat Parteisekretär der PSDI und bekleidete diese Funktion bis April 1957, woraufhin Saragat wiederum sein Nachfolger wurde. Während der dritten bis sechsten Legislaturperiode war er zwischen Juni 1958 und Juli 1976 Mitglied des Ausschusses für Angelegenheiten des Ministerpräsidenten, Inneres, Religion und Körperschaften des öffentlichen Rechts.
Am 6. August 1970 wurde Matteotti von Ministerpräsident Emilio Colombo (DC) in dessen Kabinett als Minister für Tourismus und Veranstaltungen (Ministro del Turismo e Spettacolo) erstmals in ein Ministeramt berufen und übte dieses bis zum 17. Februar 1972 aus. Im darauf folgenden zweiten Kabinett Andreotti sowie im vierten und fünften Kabinett Rumor fungierte er zwischen dem 26. Juni 1972 und dem 23. November 1974 als Außenhandelsminister (Ministro del Commercio con l’Estero).
In der achten Legislaturperiode gehörte er von Juli 1976 bis Juni 1979 dem Ausschuss für Haushalt, Programme und staatliche Beteiligungen der Abgeordnetenkammer an. Zuletzt war er in der achten Legislaturperiode von Juli 1979 bis Juli 1983 Mitglied des Verteidigungsausschusses. Zudem gehörte er zwischen Oktober 1980 und Juli 1983 auch dem Ausschuss für Finanzen und Schatz als Mitglied an. Zeitweilig engagierte er sich als Generalpräsident des säkularen Nationalen Pfadfinderverbandes CNGEI (Corpo Nazionale Giovani Esploratori Italiani).